# Joplin, Missouri
Joplin (phát âm /ˈʤɑːp.lɪn/, như "giáp-lình") là một thành phố thuộc các quận Jasper và Newton ở tiểu bang Missouri, Hoa Kỳ. Joplin là thành phố lớn nhất quận Jasper dù không phải là quận lỵ. Theo Thống kê Dân số Hoa Kỳ năm 2010, thành phố có dân số 50.150 người. Năm 2009, vùng đô thị Joplin có dân số ước tính 174.300 người.

## Địa lý
Joplin nằm tại tọa độ 37°5′3″B 94°30′47″T / 37,08417°B 94,51306°T (37,084167, −94,513056).
Theo Cục Thống kê Dân số Hoa Kỳ, thành phố này có tổng diện tích là 81,7 km² (31,5 sq mi). Trong đó, 81,4 km² (31,4 sq mi) là đất và 0,2 km² (0,1 sq mi) là nước. Diện tích mặt nước chiếm 0,32% tổng diện tích. Thành phố này nằm 306 m (1.004 ft) trên mực nước biển.

## Lịch sử

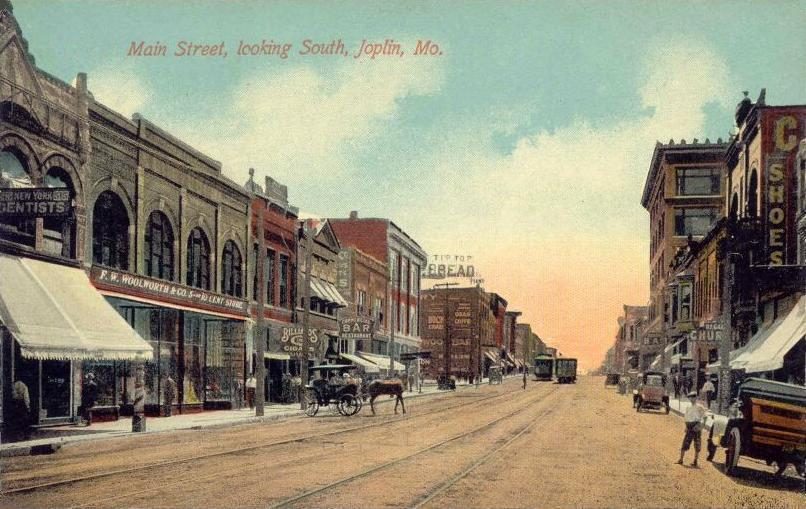
Đường Chính khoảng năm 1910

Chì được khám phá ra tại thung lũng nhánh sông Joplin trước Nội chiến Hoa Kỳ, nhưng vùng này không mở mang cho đến thời kỳ sau chiến tranh. Vào năm 1871, sau khi nhiều mở kẽm được mở trong thung lũng, dân cư John C. Cox đệ trình một sơ đồ thành phố vào phía đông của thung lũng. Cox đặt tên làng này là Thành phố Joplin (Joplin City) theo suối nước và nhánh sông chạy gần. Cả hai được đặt tên theo mục sư Giám Lý Harris G. Joplin.
Dân cư Patrick Murphy của Carthage cũng đệ trình một sơ đồ thành phố vào phía kia của thung lũng với tên Murphysburg. Hai thành phố cuối cùng hợp nhất thành Thành phố Union (Union City), nhưng sự hợp nhất được quyết định là bất hợp pháp và hai thành phố bị chia. Theo lời đề nghị của Murphy, hai thành phố hợp nhất lại dưới tên Thành phố Joplin (City of Joplin) ngày 23 tháng 3 năm 1873.
Năm 1933, trong thời Đại Suy thoái, đôi kẻ cướp nổi tiếng Bonnie và Clyde ở Joplin vài tuần.
Sau Chiến tranh thế giới thứ hai, phần nhiều mỏ kẽm đóng cửa và dân số không còn lên như về trước. Đường chính chạy ngang qua Joplin trở thành một phần của Xa lộ 66.
Ngày 22 tháng 5 năm 2011, Joplin bị cơn lốc xoáy mạnh tới EF-5 càn quét qua thành phố, làm ít nhất 138 người bị thiệt mạng và hơn 900 người bị thương và phá Trung tâm Y tế Vùng Thánh Gioan (St. John's Regional Medical Center), nhiều nhà cửa, và vài nhà trường.

## Nhân khẩu
Theo Thống kê Dân số Hoa Kỳ năm 2000, thành phố có dân số 45.504 người, 19.101 gia hộ, và 11.517 gia đình sống trong thành phố. Mật độ dân số là 559,2 người/km² (1.448,4 người/sq mi). Có 21.328 đơn vị nhà ở với mật độ trung bình 262,1 người/km² (678,9 người/sq mi). Trong dân số thành phố này, 90,44% là người da trắng, 3,67% là người da đen hay Mỹ gốc Phi, 1,53% là người Mỹ bản thổ, 0,74% là người gốc Á, 0,04% là người gốc Thái Bình Dương, 0,98% từ các chủng tộc khác, và 2,59% từ hơn một chủng tộc. 2,51% dân số là người Hispanic hay Latinh thuộc một chủng tộc nào đó. (Xem Chủng tộc và dân tộc trong Thống kê Dân số Hoa Kỳ.)
Trong số 19.101 gia hộ ở trong thành phố có 27,5% hộ có trẻ em dưới 18 tuổi sống chung với họ, 44,4% là đôi vợ chồng sống với nhau, 12,3% có một chủ hộ nữ không có mặt chồng, và 39,7% không phải gia đình. 32,4% gia hộ có cá nhân sống riêng và 12,5% có người sống một mình 65 tuổi trở lên. Cỡ hộ trung bình là 2,28 người và cỡ gia đình trung bình là 2,89 người.
Trong thành phố, 23,2% dân số chưa 18 tuổi, 13,5% từ 18–24 tuổi, 27,3% từ 25–44 tuổi, 20,3% từ 45–64 tuổi, và 15,6% từ 65 tuổi trở lên.
Thu nhập trung bình của một gia hộ trong thành phố là 30.555 đô la mỗi năm và thu nhập trung bình của một gia đình là 38.888 đô la. Phái nam có thu nhập trung bình 28.569 đô la so với 20.665 đô la của phái nữ. Thu nhập bình quân đầu người là 17.738 đô la. Có 10,5% của các gia đình và 14,8% dân số sống dưới mức nghèo khổ, trong đó có 18,8% những người chưa 18 tuổi và 9,4% của những người 65 tuổi trở lên.

### Lịch sử dân số
Dân số của thành phố này là 7.038 năm 1880, 9.943 năm 1890, 26.023 năm 1900, 32.073 năm 1910, 29.902 năm 1920, 33.454 năm 1930, 37.144 năm 1940, 38.711 năm 1950, 38.958 năm 1960, 39.256 năm 1970, 39.126 năm 1980, 40.961 năm 1990, 45.504 năm 2000, và 50.150 năm 2010.